# 武陵郡 (东魏)
武陵郡，中国南北朝时设置的郡，在今江苏省境。
东魏武定七年（549年）置，治所在上鲜县，八年（550年）移治洛要县（今江苏省赣榆县沙河镇城子村）。下辖上鲜县、洛要县两县。隋朝开皇三年（583年）废。